# 義演准后日記
義演准后日記（ぎえんじゅごうにっき）は、醍醐寺座主の義演によって著された日記である。
安土桃山時代から江戸時代初期にかけての社会情勢を伺い知ることのできる一次史料として、史料価値が高い。また豊臣秀吉・豊臣秀頼父子の造立した方広寺大仏（京の大仏）についての記述が多く、上記を研究するにあたっては参照されることが多い。